# Jidōka
Jidōka (自動化) es un término japonés que en la metodología lean manufacturing significa 'automatización con un toque humano'. Jidoka permite que el proceso tenga su propio autocontrol de calidad.
Si existe una anomalía durante el proceso, éste se detendrá ya sea automática o manualmente, impidiendo que las piezas defectuosas avancen en el proceso.